# Alexandra Bjärrenholt
Alexandra Inez Lovisa Bjärrenholt, född 19 februari 1993 i Norrtälje, är en svensk handbollsspelare. Hon är högerhänt och spelar mittnia, högernia eller vänsternia i anfall.

## Karriär
Alexandra Bjärrenholt började sin idrottskarriär med stora framgångar inom orientering, med bland annat fem totalsegrar i klassiska O-Ringen från 11-15 års ålder samt USM-guld som 15-åring. På meritlistan finns även ett VM-guld i udda sporten orienteringsskytte där hon vann sprintdistansen på VM i Estland i seniorklass redan som junior. Även en USM-fjärdeplats inom friidrottens 1500 m hinder hanns med innan det blev mer fokus på handbollen.

### Klubblag
Bjärrenholt började spela handboll i Rimbo HK som sexåring och var en del av deras framgångsrika flickor 93-lag, och hon spelade sin första säsong i högsta divisionen redan som 16-åring med moderklubben i damelitserien 2009-2010. Hon blev 2011 värvad till VästeråsIrsta. Där utvecklades hon till en bärande spelare. 2016, efter att VästeråsIrsta blivit utslaget av Skuru IK i SM-semifinalen, bytte hon klubb till just Skuru.
Säsongen 2016-2017 blev ett nationellt genombrott för henne med skytteligaseger. Hon vann också elitseriens MEP-liga, most effective player. Hon blev också uttagen i ligalandslaget och började bli mera uppmärksammad i nationell press.
Säsongen 2021-2022 vann hon skytteligan, assistligan och MEP-ligan, och blev utsedd till MVP och säsongens bästa högernia i All-Star Team. 2022-2023 blev hon utsedd till MVP för andra året i rad, och även säsongens bästa mittnia. Säsongen 2023-2024 vann hon skytteligan för 3:e gången, assistligan för 5:e gången och MEP-ligan för 3:e gången, och blev utsedd till MVP för tredje året i rad och säsongens bästa mittnia i All-Star Team.
I februari 2025 skadade Bjärenholt främre korsbandet i vänster knä och korsbandet gör att hennes säsong 2025 slutade där.

### Landslag
Bjärrenholt debuterade i A-landslaget i juni 2018 mot Ukraina i en turnering i Sydkorea med sina förra lagkamrater i Rimbo Cassandra Tollbring och Jenny Södrén. Hon har spelat 11 landskamper för Sverige.

## Individuella meriter
- All star team som Bästa högernia SHE 2017/2018, 2018/2019, 2020/2021 och 2021/2022
- All star team som Bästa mittnia SHE 2022/2023 och Handbollsligan damer 2023/2024
- MVP SHE 2021/2022, 2022/2023 och Handbollsligan 2023/2024
- Skytteligaseger i SHE 2016/2017, 2021/2022 och Handbollsligan 2023/2024
- 1:a i assistligan SHE 2018/2019, 2019/2020, 2021/2022, 2022/2023 och Handbollsligan  2023/2024
- Årets MEP i SHE 2016/2017, 2021/2022 och Handbollsligan  2023/2024